# Silvia Vargová
Silvia Vargová (węg. Varga Szilvia; ur. 12 maja 1966 w Komárnie) – słowacko-węgierska aktorka i prezenterka.
Ukończyła studia z zakresu gospodarki wodnej, a następnie rozwijała się w kierunku artystycznym. Studiowała aktorstwo w Bratysławie oraz rozpoczęła karierę w Teatrze Sándora Petőfiego w Veszprémie. Występowała w teatrach w Kecskemét, Peczu, Sopronie, a także w Komárnie i Koszycach. Obecnie mieszka w Budapeszcie.
Jest także aktorką dubbingową.

## Filmografia
Przegląd znaczących ról teatralnych:
| Twórca dzieła                         | Sztuka                                                                  | Rok  | Reżyseria           | Teatr                                                                                      | Rola                            |
| William Shakespeare                   | Coriolanus                                                              | 1985 | Emőd Takáts         | Maďarské oblastné divadlo, Komárno                                                         | Mladý Marcius                   |
| Oldřich Daněk                         | Správa o chirurgii mesta N.                                             | 1986 | József Konrád       | Maďarské oblastné divadlo, Komárno                                                         | Ošetrovateľka I.                |
| Aleksiej Nikołajewicz Tołstoj         | Zlatý kľúčik lub Buratinove príhody                                     | 1986 | Lajos Horváth       | MOD – Thália, Košice                                                                       | Buratino                        |
| Marc Camoletti                        | Tri letušky v Paríži                                                    | 1986 | Jozef Felbaba       | MOD – Thália, Košice                                                                       | Judit                           |
| László Németh                         | Bodnárová / Bodnárné                                                    | 1987 | Béla Gyarmati       | MOD – Thália, Košice                                                                       | Cica                            |
| Aleksandr Siergiejewicz Gribojedow    | Útrapy z rozumu                                                         | 1989 | Miloš Pietor        | Slovenské národné divadlo (SND), Bratislava                                                | Vnučka Chriuminová              |
| Gyula Háy                             | Caligula / Caliguló                                                     | 1990 | Sándor Beke         | Jókaiho divadlo, Komárno                                                                   | Clodia                          |
| Sándor Weöres                         | Lodník mesiaca / Holdbéli csónakos                                      | 1990 | László Vándorfi     | Jókaiho divadlo, Komárno                                                                   | Pávie oko / Pávaszem            |
| Václav Havel                          | Vernisáž                                                                | 1990 | István Iglódi       | Jókaiho divadlo, Komárno                                                                   | Věra                            |
| László Szilágyi, Béla Zerkovitz       | Žena bozkov / Csókos asszony                                            | 1991 | István Iglódi       | Jókaiho divadlo, Komárno                                                                   | Kató Pünkösdy (Pünkösdyová)     |
| Eugène Ionesco                        | Plešatá speváčka                                                        | 1991 | Juraj Vaculík       | Divadlo Korzo `90, Bratislava                                                              | Mary                            |
| Tadeusz Różewicz                      | Biele manželstvo                                                        | 1991 | Sándor Beke         | Jókaiho divadlo, Komárno                                                                   | Paulina                         |
| László Vándorfi                       | Ježiš Kristus / Jézus Krisztus                                          | 1991 | László Vándorfi     | Letné hry na hrade Sümeg                                                                   | Magdaléna                       |
| William Shakespeare                   | Rómeo a Júlia                                                           | 1991 | László Vándorfi     | Petőfi Színház, Veszprém                                                                   | Júlia                           |
| Lajos Zilahy                          | Komédie počas mieru / Békebeli komédiák                                 | 1991 | Róbert Rátonyi      | Petőfi Színház, Veszprém                                                                   | Margit Mályva (Mályvaová)       |
| Jenő Heltai                           | Nemý rytier/ Néma Levente                                               | 1991 | Menyhért szegváry   | Petőfi Színház, Veszprém                                                                   | Beatrix                         |
| István Csukás                         | Rozprávaj, Münchhausen!                                                 | 1992 | László Vándorfi     | Petőfi Színház, Veszprém                                                                   | Amarilla                        |
| Ferenc Molnár                         | Liliom                                                                  | 1992 | János Vincze        | Petőfi Színház, Veszprém                                                                   | Juli                            |
| István Asztalos                       | Väzenský muzikál / Börtönmusical                                        | 1992 | László Vándorfi     | Petőfi Színház, Veszprém                                                                   | Mary-Lou                        |
| László Vándorfi                       | Veselosti z baroka / Barokk kori vigasságok                             | 1992 | László Vándorfi     | Letné hry na hrade Veszprém                                                                | Nevesta / Menyasszony           |
| Jenő Rejtő                            | Kabaret / Kabaré                                                        | 1992 | László Vándorfi     | Petőfi Színház, Veszprém                                                                   | Ibi                             |
| András Sütő                           | Vyškerený žiaľ / Vigyorgó búbánat                                       | 1993 | László Vándorfi     | Petőfi Színház, Veszprém                                                                   | Krčiažtek / Kancsócska          |
| Bohumil Hrabal                        | Bambini di Praga                                                        | 1993 | Zoltán Lendvai      | Petőfi Színház, Veszprém                                                                   | Nadja                           |
| Géza Csemer                           | Pista Dankó                                                             | 1993 | László Vándorfi     | Petőfi Színház, Veszprém                                                                   | Ilonka Joó                      |
| László Vándorfi                       | Ježiš Kristus / Jézus Krisztus                                          | 1993 | László Vándorfi     | Petőfi Színház, Veszprém                                                                   | Anjel II.                       |
| Károly Nóti, István Zágon             | Lokaj, Hyppolit / Hyppolit, a lakáj                                     | 1993 | Róbert Koltai       | Petőfi Színház, Veszprém                                                                   | Terka                           |
| Sándor Sultz, Krisztina Szalay        | Dobrodružstvo Šípkovej Ruženky / Csipkerózsikaland                      | 1993 | László Vándorfi     | Petőfi Színház, Veszprém                                                                   | Šípková Ruženka / Csipkerózsika |
| László Szilágyi                       | Žena bozkov / Csókos asszony                                            | 1994 | István Holl         | Petőfi Színház, Veszprém                                                                   | Kató Pünkösdy (Pünkösdyová)     |
| William Shakespeare                   | Hamlet                                                                  | 1995 | Laszló Vándorfi     | Petőfi Színház, Veszprém                                                                   | Ofélia / Ophélia                |
| István Örkény                         | Tótovci / Tóték                                                         | 1995 | János Vincze        | Tretie divadlo / Harmadik Színház, Pecz                                                    | Ágika                           |
| Ferenc Martos, Miksa Bródy            | Sybila / Sybill                                                         | 1996 | András Éry - Kovács | Katona József Színház, Kecskemét                                                           | Sarah                           |
| Stanisław Ignacy Witkiewicz           | Blázon a mníška                                                         | 1996 | Árpád Árkosi        | Katona József Színház, Kecskemét                                                           | Mníška Anna                     |
| László Szilágyi                       | Ja a môj mladší brat / Én és a kisöcsém                                 | 1996 | Zoltán Lendvai      | Katona József Színház, Kecskemét                                                           | Piri                            |
| Sławomír Mrożek                       | Tango                                                                   | 1996 | János Vincze        | Petőfi Színház, Veszprém                                                                   | Ala                             |
| Sándor Petőfi Károly Bakonyi          | Víťaz Janko / Vitéz János                                               | 1996 | József Bal          | Katona József Színház, Kecskemét                                                           | Iluska (Iluška)                 |
| Federico Garcia Lorca                 | Yerma                                                                   | 1997 | Zoltán Lendvai      | Katona József Színház, Kecskemét                                                           | Maria                           |
| Tim Rice / Andrew Lloyd Webber        | Ježiš Kristus superstar / Jesus Christ Superstar                        | 1997 | Zoltán Lendvai      | Katona József Színház, Kecskemét                                                           | Mária                           |
| George Gershwin                       | Všetko dobré / Minden jó                                                | 1997 | József Bal          | Katona József Színház, Kecskemét                                                           | Učiteľka, Speváčka              |
| László Dés, Péter Geszti              | Kniha džungle / Dzsungel könyve                                         | 1997 | József Bal          | Katona József Színház, Kecskemét                                                           | Bagira                          |
| Ede Tóth                              | Vyvrheľ dediny / A falu rossza                                          | 1998 | György Schwajda     | Katona József Színház, Kecskemét                                                           | Boriska (Boriška)               |
| Lajos Barta                           | Láska / Szerelem                                                        | 1999 | Sándor Beke         | Jókaiho divadlo, Komárno                                                                   | Lujza                           |
| Mihály Eisemann                       | Mladosť pochabosť / Fiatalság bolondság                                 | 2000 | Péter Telihay       | Jókaiho divadlo, Komárno                                                                   | Vera                            |
| Per Olov Enquist                      | Noc tribádok                                                            | 2000 | Imre Csiszár        | Petőfi Színház, Veszprém                                                                   | Marie Caroline David            |
| Daniel Dafoe, Claire Luckham          | Moll Flandersová, krásna zlodejka / Moll Flanders, a szépséges tolvajnő | 2003 | Kriszta Kovács      | Kultúrne centrum Millenáris / Millenáris, Budapeszt                                        | wcieliła się w kilka postaci    |
| Patrick Hamilton                      | Plynové lampy                                                           | 2003 | György Molnár       | Petőfi Színház, Šopron                                                                     | Elisabeth                       |
| Tibor Zalán                           | Amese zostane / Amese marad                                             | 2003 | János Ács           | Petőfi Színház, Šopron                                                                     | Piros (Piroš)                   |
| Ferenc Molnár                         | Labuť / A hattyú                                                        | 2004 | György Korcsmáros   | Petőfi Színház, Šopron                                                                     | Symphorosa                      |
| Ernő Szép                             | Sieň kávy / Kávécsarnok                                                 | 2004 | Tibor Szilágyi      | Petőfi Színház, Šopron                                                                     | Fanny                           |
| Brandon Thomas                        | Charleyho teta                                                          | 2004 | Tibor Szilágyi      | Petőfi Színház, Šopron                                                                     | Donna Lucia d`Alvadorez         |
| Hector Crémieux, Ludovic Halévy       | Orfeus v podsvetí                                                       | 2005 | István Iglódy       | Petőfi Színház, Šopron                                                                     | Vénus                           |
| Katalin Vajda                         | Milenci z Ancony / Anconai szerelmesek                                  | 2006 | Imre Sipos          | Maďarské divadlo, Budapeszt / Magyar Színház, Budapest                                     | Dorina                          |
| Katalin Thuróczy                      | Kasting / Casting                                                       | 2006 | György Molnár       | Petőfi Színház, Šopron                                                                     | Barabas                         |
| Imre Sarkadi                          | Šimon Stylita / Oszlopos Siemon                                         | 2006 | Tibor Szilágyi      | Petőfi Színház, Šopron                                                                     | Zsuzsi (Zuza)                   |
| Romain Rolland                        | Hra o láske a smrti                                                     | 2006 | Tibor Szilágyi      | Petőfi Színház, Šopron                                                                     | Sophie de Courvoisier           |
| Ray Cooney                            | Jeden a jedna sú tri                                                    | 2006 | Tibor Szilágyi      | Petőfi Színház, Šopron                                                                     | Mary Smith                      |
| István Békeffi                        | Zabudnuté leto / A régi nyár                                            | 2007 | Tibor Szilágyi      | Petőfi Színház, Šopron                                                                     | Mária, slávna herečka           |
| Anton Pawłowicz Czechow               | Tri sestry                                                              | 2007 | Géza Tordy          | Petőfi Színház, Šopron                                                                     | Máša                            |
| Jean-Claude Danaud                    | Dielo ženy lub Ach, tá neha našich dám / Női kézimunka                  | 2007 | Kata Varga          | Divadlo Thália, Budapeszt                                                                  | Vdova                           |
| John Kander, Fred Ebb, Bob Fosse      | Chicago                                                                 | 2007 | Máté Szabó          | Jókaiho divadlo, Komárno                                                                   | Mama Mortonová                  |
| Gotthold Ephraim Lessing              | Múdry Nátan / Bölcs Náthán                                              | 2008 | István O. Szabó     | Divadlo Evangélium / Evangélium Színház, Budapeszt                                         | Sittah                          |
| Pierre-Augustin Caron de Beaumarchais | Bláznivý deň lub Figarova svadba                                        | 2010 | Imre Smuk           | Komorné divadlo Bartók a Dom umenia / Bartók Kamaraszínház és Művészetek Háza, Dunaújváros | Grófka Rosina                   |
| Imre Kálmán, Dezső Kellér             | Čárdášová princezná                                                     | 2011 | Attila Keresztes    | Jókaiho divadlo, Komárno                                                                   | Cecília                         |
| Imre Kálmán                           | Grófka Marica                                                           | 2012 | László Méhes        | Petőfi Színház, Veszprém                                                                   | Liza                            |
| Zsigmond Móricz, Károly Szakonyi      | Príbuzní / Rokonok                                                      | 2013 | Iván Hargitai       | Divadlo Jászai Mari / Jászai Mari Színház, Tatabánya                                       | Manželka starostu               |
| István Tasnádi                        | Finito (Maďarský zombi)                                                 | 2013 | Bertalan Bagó       | Jókaiho divadlo, Komárno                                                                   | Tigris Niki                     |
| Péter Horváth                         | Čao Bambíno                                                             | 2016 | András Léner        | Divadlo Thália, Košice                                                                     | Matka                           |
| István Kerékgyártó                    | Spiatočka / Rükverc                                                     | 2016 | József Czajlik      | Divadlo Thália, Košice                                                                     | wcieliła się w kilka postaci    |
| Molière                               | Mizantrop                                                               | 2016 | József Czajlik      | Divadlo Thália, Košice                                                                     | Celimene                        |
| Ede Tóth                              | Vyvrheľ dediny / A falu rossza                                          | 2016 | Zoltán Puskás       | Divadlo Thália, Košice                                                                     | Csapóné (Csapóová)              |
| János Lackfi                          | Akí sú maďari                                                           | 2017 | József Czajlik      | Divadlo Thália, Košice                                                                     | wcieliła się w kilka postaci    |
| Ede Szigligeti, Róbert Lakatos        | Liliomfi                                                                | 2017 | Péter Telihay       | Divadlo Thália, Košice                                                                     | Kamila, pestúnka                |

Źródła:.